# Старые Дубоссары
Старые Дубоссары, Дубэсарий Векь (рум. Dubăsarii Vechi) — село в Криулянском районе Молдавии. Относится к сёлам, не образующим коммуну.

## География
Село расположено на высоте 29 метров над уровнем моря, у реки Днестр.

## Население
По данным переписи населения 2004 года, в селе Старые Дубоссары проживает 6050 человек (2941 мужчина, 3109 женщин).
Этнический состав села:
| Национальность | Число жителей | Процентный состав |
| -------------- | ------------- | ----------------- |
| молдаване      | 5908          | 97,65             |
| румыны         | 77            | 1,27              |
| русские        | 30            | 0,5               |
| украинцы       | 19            | 0,31              |
| гагаузы        | 3             | 0,05              |
| болгары        | 3             | 0,05              |
| прочие         | 10            | 0,17              |
| Всего          | 6050          | 100 %             |

## Знаменитости
В Старых Дубоссарах работал астроном Николай Николаевич Донич. На месте обсерватории установлен памятник в его честь.

## Топографические карты
- Лист карты L-35-35 Дубоссары. Масштаб: 1 : 100 000. Состояние местности на 1987 год. Издание 1989 г.